# Jean Casimir-Perier
Jean Paul Pierre Casimir-Perier (Parigi, 8 novembre 1847 – Parigi, 11 marzo 1907) è stato un politico francese.
È stato presidente del Consiglio dal 3 dicembre 1893 al 30 maggio 1894 e presidente della Repubblica francese dal 27 giugno 1894 al 16 gennaio 1895 giorno delle sue dimissioni.

## Biografia
Nato a Parigi, Jean Casimir-Perier era figlio di Auguste Casimir-Perier e nipote di Casimir Pierre Périer, già primo ministro di re Luigi Filippo. La madre, Camille Fontenilliat (1823-1907), era la figlia di Henry Fontenilliat, ricco finanziere. Egli entrò nella vita pubblica come segretario di suo padre, che era ministro degli interni di Francia sotto la presidenza di Thiers.
Nel 1874 egli venne eletto Consigliere Generale per il dipartimento dell'Aube, e divenne inviato per lo stesso dipartimento alla Camera dei Deputati nelle elezioni generali del 1876, e venne sempre rieletto in questa circoscrizione sino alla sua elezione a presidente. Malgrado le tradizioni della sua famiglia, Casimir-Perier aderì al gruppo dei Repubblicani di sinistra e fu uno dei 363 del Seize-Mai (1877). Rifiutò l'"espulsione dei principi" nel 1883 e diede le dimissioni da deputato dopo l'approvazione della legge a causa delle sue connessioni con la famiglia della casata d'Orleans.
Il 17 agosto 1883 egli divenne sottosegretario di stato per la guerra, incarico che mantenne sino al 7 gennaio 1885. Dal 1890 al 1892 fu vicepresidente della Camera dei Deputati francese e nel 1893 ne divenne presidente. Il 3 dicembre divenne presidente del consiglio, mantenendo per sé anche l'incarico di ministro degli esteri, dando poi le dimissioni nel maggio del 1894 per poi essere rieletto alla carica di presidente della camera.
Il 24 giugno 1894, dopo l'assassinio del presidente Marie François Sadi Carnot, egli venne eletto presidente della Repubblica francese con 451 voti contro 195 per Henri Brisson e 97 per Charles Dupuy. La sua presidenza durò solo sei mesi. Le dimissioni del ministro Dupuy il 14 gennaio 1895 vennero seguite il giorno successivo da quelle del presidente. Casimir-Perier motivò tale azione col fatto che si sentiva ignorato dai ministri, che non lo consultavano prima di prendere le decisioni di governo e non lo mantenevano informato sugli eventi politici, in particolar modo negli affari esteri.
Da questo punto in poi della sua vita, Perier abbandonò completamente la politica e si dedicò al commercio minerario.

## Ministero di Casimir-Perier, 3 dicembre 1893 – 30 maggio 1894
- Jean Casimir-Perier – Presidente del Consiglio e Ministro per gli Affari Esteri
- Auguste Mercier – Ministro della Guerra
- David Raynal – Ministro dell'Interno
- Auguste Burdeau – Ministro delle Finanze
- Antonin Dubost – Ministro della Giustizia
- Jean Marty – Ministro del Commercio, dell'Industria e delle Colonie
- Auguste Alfred Lefèvre – Ministro della Marina
- Eugène Spuller – Ministro della Pubblica Istruzione e della Cultura
- Albert Viger – Ministro dell'Agricoltura
- Charles Jonnart – Ministro dei Lavori Pubblici

Cambi
- 20 marzo 1894 – Jean Marty divenne Ministro delle Poste e dei Telegrafi oltre a Ministro del Commercio e dell'Industria. Ernest Boulanger succedette a Marty come Ministro delle Colonie.